# Olympische Winterspiele 2002/Rennrodeln – Doppelsitzer
Der Doppelsitzer im Rennrodeln bei den Olympischen Winterspielen 2002 in Salt Lake City bestand aus zwei Läufen, von denen beide am 15. Februar 2002 ausgetragen wurden. Austragungsort war der Utah Olympic Park Track. Am Start waren 38 Teilnehmer aus 12 Ländern, von denen alle in die Wertung kamen. Olympiasieger wurden Alexander Resch und Patric Leitner aus Deutschland mit einer Gesamtzeit von 1:26,082 Minuten. Die Silbermedaille holten die US-Amerikaner Brian Martin und Mark Grimmette vor ihren Landsmänner Chris Thorpe und Clay Ives, die die Bronzemedaille gewannen.

## Titelträger
| Olympiasieger | Stefan Krauße Jan Behrendt ( Deutschland)        | 1:26,082 min | Nagano 1998  |
| Weltmeister   | André Florschütz Torsten Wustlich ( Deutschland) | 1:28,628 min | Calgary 2001 |

## Ergebnis
| Rang | Athleten                                  | Nation             | Lauf 1 | Lauf 1 | Lauf 2 | Lauf 2 | Gesamt     |
| Rang | Athleten                                  | Nation             | Zeit   | Rang   | Zeit   | Rang   | Zeit (min) |
| ---- | ----------------------------------------- | ------------------ | ------ | ------ | ------ | ------ | ---------- |
| 001  | Alexander Resch Patric Leitner            | Deutschland        | 42,953 | 1      | 43,129 | 2      | 1:26,082   |
| 002  | Brian Martin Mark Grimmette               | Vereinigte Staaten | 43,111 | 3      | 43,105 | 1      | 1:26,216   |
| 003  | Chris Thorpe Clay Ives                    | Vereinigte Staaten | 43,013 | 2      | 43,207 | 3      | 1:26,220   |
| 004  | Steffen Skel Steffen Wöller               | Deutschland        | 43,121 | 4      | 43,254 | 5      | 1:26,375   |
| 005  | Chris Moffat Eric Pothier                 | Kanada             | 43,285 | 8      | 43,216 | 4      | 1:26,501   |
| 006  | Markus Schiegl Tobias Schiegl             | Österreich         | 43,208 | 5      | 43,310 | 6      | 1:26,518   |
| 007  | Gerhard Plankensteiner Oswald Haselrieder | Italien            | 43,278 | 7      | 43,338 | 7      | 1:26,616   |
| 008  | Andreas Linger Wolfgang Linger            | Österreich         | 43,330 | 9      | 43,354 | 8      | 1:26,684   |
| 009  | Ľubomír Mick Walter Marx                  | Slowakei           | 43,248 | 6      | 43,458 | 10     | 1:26,706   |
| 010  | Ivars Deinis Sandris Bērziņš              | Lettland           | 43,413 | 10     | 43,493 | 11     | 1:26,906   |
| 011  | Danylo Pantschenko Oleh Awdjejew          | Ukraine            | 43,727 | 13     | 43,600 | 12     | 1:27,327   |
| 012  | Grant Albrecht Mike Moffat                | Kanada             | 43,645 | 11     | 43,721 | 13     | 1:27,366   |
| 013  | Danil Tschaban Jewgeni Sykow              | Russland           | 43,691 | 12     | 43,895 | 15     | 1:27,586   |
| 014  | Michail Kusmitsch Juri Wesjolow           | Russland           | 43,815 | 14     | 43,844 | 14     | 1:27,659   |
| 015  | Eugen Radu Marian Tican                   | Rumänien           | 43,901 | 15     | 43,945 | 16     | 1:27,846   |
| 016  | Ion Cristian Stanciu Robert Taleanu       | Rumänien           | 43,977 | 16     | 43,979 | 17     | 1:27,956   |
| 017  | Christian Oberstolz Patrick Gruber        | Italien            | 45,882 | 18     | 43,421 | 9      | 1:29,303   |
| DNF  | Anders Söderberg Bengt Walden             | Schweden           | 45,589 | 17     | DNF    | DNF    | –          |
| DNF  | Takahisa Oguchi Kei Takahashi             | Japan              | DNF    | DNF    | –      | –      | –          |